# Un padre, una figlia
Un padre, una figlia (Bacalaureat) è un film del 2016 diretto da Cristian Mungiu.

## Trama
Una piccola città di provincia, Nord-Est della Romania, Transilvania. Romeo, un bravo medico, ripone tutte le sue aspettative nella figlia Eliza, promettente studentessa. Il padre spera che, attraverso una borsa di studio, la figlia possa studiare presso un'università londinese e costruirsi un futuro all'estero. Lui e sua moglie, riusciti a emigrare, sono tornati dopo la caduta della dittatura, sperando in un cambiamento che non è mai arrivato. Romeo vuole evitare che sua figlia faccia i suoi stessi errori. Uomo all'antica e tutto d'un pezzo, è però costretto a cercare affetto fra le braccia di una donna che non è sua moglie. Quando il rendimento scolastico di Eliza viene messo a repentaglio da un evento fortuito, Romeo mette da parte i suoi principi e chiede aiuto ai notabili della sua città per consentire alla figlia di ottenere la tanto desiderata borsa di studio.

## Distribuzione
La pellicola ha partecipato in concorso al Festival di Cannes 2016.

## Riconoscimenti
- 2016 - Festival di Cannes
  - Prix de la mise en scène
  - Candidatura per la Palma d'oro